# Penidiella pseudotasmaniensis
Penidiella pseudotasmaniensis är en svampart som beskrevs av Crous 2009. Penidiella pseudotasmaniensis ingår i släktet Penidiella och familjen Teratosphaeriaceae.   Inga underarter finns listade i Catalogue of Life.